# 0x10c
0x10c是Mojang曾经开发的一个科幻类沙盒游戏。2012年4月3日，该游戏由该游戏的首席设计师马库斯·佩尔松宣布。该游戏最终被无限期推迟，理由是“不是很好玩”，佩尔森也对该项目没有兴趣并专注于较小的项目。该游戏现在已经被完全取消，但一个粉丝团队正在开发自己的版本。
该游戏已公布的功能包括一个全能的虚拟计算机，随机遭遇战，一个先进的经济体系，还有在一个宇宙或“多元宇宙”的单人和多人模式。游戏的故事发生在公元281,474,976,712,644年，人们开始从“深度睡眠”苏醒，“深度睡眠”是在1988年发生由于深度睡眠细胞的错误所造成的睡眠（其中十六进制数0x10C也就是十进制数1612，相当于从1988年以来已经过去的年份即281,474,976,710,656年）。